# Peltorhamphus
Peltorhamphus is een geslacht van straalvinnige vissen uit de familie van schollen (Pleuronectidae).

## Soorten
- Peltorhamphus latus James, 1972
- Peltorhamphus novaezeelandiae Günther, 1862
- Peltorhamphus tenuis James, 1972